# 弯曲键

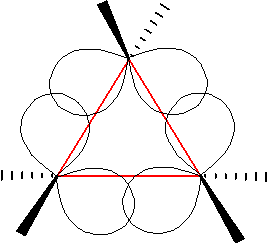
Coulson-Moffitt模型(1947)：第一个将弯曲键用于环丙烷的模型

弯曲键，也称香蕉键，是有机化学中的一类共价键，其3D模拟形状就像一个香蕉。这个概念描述的是一个小环分子内“弯曲的”电子密度或电子排布，例如环丙烷，白磷中的共价键和乙硼烷中的三中心两电子键。